# Associação Atlética Ponte Preta
La Asociación Atlética Ponte Preta (Associação Atlética Ponte Preta en portugués) es un club de fútbol brasileño, de la ciudad de Campinas en el Estado de São Paulo. Fue fundado el 11 de agosto de 1900, siendo el club paulista más antiguo en actividad, y el segundo a nivel nacional. Desde la temporada 2025, participará en el Campeonato Brasileño de Serie C. El nombre ponte preta significa "puente negro", debido a que el club se fundó cerca de un puente de madera negro teñido por brea. Su mayor rival es Guaraní, club de la misma ciudad.
En 2024, volvió a jugar en el Campeonato Paulista, la primera división del torneo de clubes del Estado de São Paulo, tras ser campeón en el Campeonato Paulista Serie A2 2023.

## Historia
El surgimiento del club está directamente relacionado con el crecimiento de la ciudad de Campinas. En 1870 se inició la construcción del ferrocarril paulista, uniendo las Jundiaí con Campinas. La instalación de las vías requirió la construcción de un puente. El puente era de madera, utilizándose alquitrán para una mejor preservación, dotando a la estructura de un color negro. A partir de allí se forma el Bairro da Ponte Preta ("barrio del puente negro") en 1872.

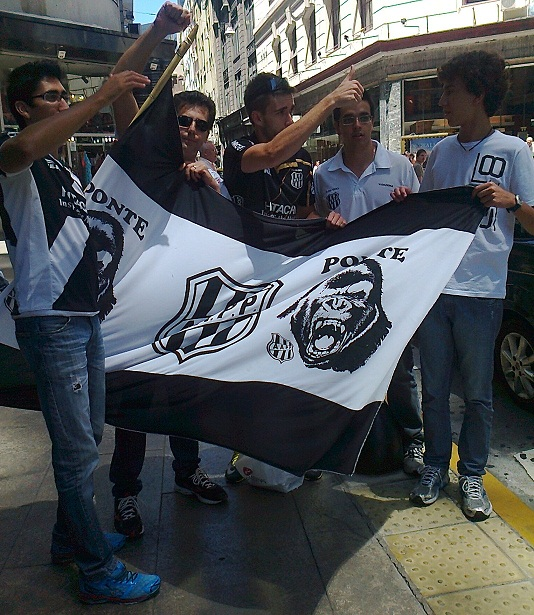
Hinchas de Ponte Preta en las calles de Buenos Aires antes de la definición de Copa Sudamericana frente a Lanús. 11 de diciembre de 2013.

La institución como tal se inicia en 1900 gracias a varios estudiantes que practicaban fútbol en el barrio, siendo el equipo más antiguo del estado de Sao Paulo. En 1948 se inaugura su estadio, luego de seis años de construcción, y con una capacidad de 35.000 espectadores. A partir de esta inauguración, el club vive sus mejores momentos.
- 1928: Participa por primera vez del Campeonato Paulista.
- 1929: Primer subcampeonato del Campeonato Paulista y deja de participar del torneo.
- 1951: Es invitado a participar del Campeonato Paulista.
- 1960: Primer descenso del Campeonato Paulista a la Serie A2 Paulista.
- 1969: Campeón de la Serie A2 Paulista y retorna al Campeonato Paulista.
- 1970: Segundo subcampeonato del Campeonato Paulista.
- 1976: Disputa por primera vez la Serie A del Campeonato Brasileño.
- 1977: Tercer subcampeonato del Campeonato Paulista.
- 1979: Cuarto subcampeonato del Campeonato Paulista.
- 1981: Quinto subcampeonato del Campeonato Paulista y alcanza las semifinales del Campeonato Brasileño, la máxima competición a nivel nacional.
- 1987: Segundo descenso del Campeonato Paulista a la Serie A2 Paulista.
- 1989: Subcampeón de la Serie A2 Paulista y retorna al Campeonato Paulista.
- 1990: Participa por única vez de la Serie C del Campeonato Brasileño y regresa a la Serie B del Campeonato Brasileño.
- 1995: Tercer descenso del Campeonato Paulista a la Serie A2 Paulista.
- 1997: Es subcampeón de la Serie B del Campeonato Brasileño, ascendiendo a la Serie A.
- 1999: Subcampeón de la Serie A2 Paulista y retorna al Campeonato Paulista.
- 2001: Alcanza las semifinales de la Copa de Brasil.
- 2006: Desciende a la Serie B del Campeonato Brasileño.
- 2008: Sexto subcampeonato del Campeonato Paulista.
- 2009: Se consagra campeón del Campeonato del Interior Paulista.
- 2011: Tercer puesto de la Serie B del Campeonato Brasileño, regresando a la Serie A.
- 2013: Obtiene nuevamente el título del Campeonato del Interior Paulista y participa por primera vez de la Copa Sudamericana, logrando el subcampeonato tras caer en la final frente a Lanús de Argentina, a su vez que perdía la categoría a la Serie B del Campeonato Brasileño.
- 2014: Es subcampeón de la Serie B del Campeonato Brasileño por segunda vez, regresando nuevamente a la Serie A..
- 2015: Se consagra campeón por tercera vez del Campeonato del Interior Paulista.
- 2017: Séptimo subcampeonato del Campeonato Paulista, además de un nuevo descenso a la Serie B del Campeonato Brasileño.
- 2018: Se consagra campeón por cuarta vez del Campeonato del Interior Paulista.
- 2022: Cuarto descenso del Campeonato Paulista a la Serie A2 Paulista.
- 2023: Campeón de la Serie A2 Paulista y retorna al Campeonato Paulista.

## Himno
El himno de Ponte Preta fue creado por Renato Silva en 1977, pero se ha tornado oficial en 1979.
Antes de tornarse oficial era solo una canción para hinchas llamada Raça de Campeão (Raza de Campeón), pero debido a su popularidad, sustitución al himno creado en 1971 por la profesora María Aparecida Mota Aguiar llamado Avante Ponte Preta (Adelante Ponte Preta).

## Estadio
Ponte Preta juega sus partidos habitualmente en el Estadio Moisés Lucarelli también llamado "Majestuoso" (Majestoso), inaugurado en 1948 y con una capacidad de 22.728 espectadores.
La idea inicial de crear un estadio para Ponte Preta surgió de tres hinchas del equipo (Moisés Lucarelli, Olímpio Dias Porto y José Cantúsio), quienes adquirieron y donaron el terreno al club.
Pronto otros hinchas se reunieron y levantaron la edificación contribuyendo con dinero, con materiales para la construcción o, sencillamente, ofreciendo su mano de obra.
El 12 de septiembre de 1948, se inauguró oficialmente el estadio, que recibió el nombre del patrono Moisés Lucarelli. El nombre "Majestuoso" se debe a que, en el momento de su inauguración, era uno de los mayores estadios de Brasil, solo detrás del Pacaembú y del São Januário.

## Palmarés

### Estadual
- Campeonato Paulista do Interior (4): 2009, 2013, 2015, 2018
- Campeonato Paulista - Série A2 (4): 1927, 1933, 1969, 2023

### Municipal
- Campeonato Campineiro (10): 1912, 1931, 1933, 1935, 1936, 1937, 1940, 1944, 1947 y 1948.
- Torneio Triangular de Campinas: 1952
- Troféu Brasil 50 anos da FPF: 2000
- Campeonato da Zona Paulista (APEA): 1923, 1925 y 1930
- Campeonato da Zona Mogiana (L.A.F.): 1927
- Campeonato Paulista da Divisão Principal: 1928 y 1929
- Taça dos Invictos: 1970.

### Otros Campeonatos
- Campeonato Brasileiro de Futsal Down (1): 2023

### Campeonatos internacionales (0)
| Organizados por FIFA y CONMEBOL | Organizados por FIFA y CONMEBOL | Organizados por FIFA y CONMEBOL |
| Competición                     | Títulos                         | Subtítulos                      |
| ------------------------------- | ------------------------------- | ------------------------------- |
| Copa Sudamericana (0/1)         | -                               | 2013.                           |

### Participaciones internacionales
| Torneo                | Ediciones         |
| --------------------- | ----------------- |
| Copa Sudamericana (3) | 2013, 2015, 2017. |

### Por competición
- En negrita competiciones en activo.

| Torneo            | TJ | PJ | PG | PE | PP | GF | GC | Dif. | Puntos |
| ----------------- | -- | -- | -- | -- | -- | -- | -- | ---- | ------ |
| Copa Sudamericana | 3  | 18 | 7  | 7  | 4  | 19 | 16 | +3   | 28     |
| Total             | 3  | 18 | 7  | 7  | 4  | 19 | 16 | +3   | 28     |

## Jugadores

### Plantilla 2025

#### Altas y bajas 2024/2025 (verano)
| Altas              | Altas          | Altas            | Altas               | Altas |
| Jugador            | Posición       | Procedencia      | Tipo                | Costo |
| ------------------ | -------------- | ---------------- | ------------------- | ----- |
| Danrlei Santos     | Defensa        | CRAC             | Fin de contrato.    | --    |
| Gustavo Vintecinco | Delantero      | Centro-Oeste     | Préstamo.           | --    |
| Diego Tavares      | Defensa        | Paraná           | Fin de contrato.    | --    |
| Vicente Concha     | Defensa        | Agente libre     | Libre.              | --    |
| Danrlei            | Delantero      | Agente libre     | Libre.              | --    |
| Danilo Barcelos    | Defensa        | Agente libre     | Libre.              | --    |
| Pedro Vilhena      | Centrocampista | São Paulo        | Préstamo.           | --    |
| Pacheco            | Defensa        | Agente libre     | Libre.              | --    |
| Dudu Scheit        | Centrocampista | Operário-PR      | Vuelta de préstamo. | --    |
| Maguinho           | Defensa        | Agente libre     | Libre.              | --    |
| Léo Oliveira       | Volante        | Hapoel Kfar Saba | Fin de contrato.    | --    |
| Lucas Cândido      | Volante        | Agente libre     | [ 33 ]              |       |
| Jhonny Lucas       | Volante        | Agente libre     | Libre.              |       |
| Jean Dias          | Delantero      | Agente libre     | Libre.              | --    |
| Diogo Silva        | Portero        | Agente libre     | Libre.              | --    |
| Saimon             | Defensa        | Agente libre     | Libre.              | --    |
| Artur              | Defensa        | Água Santa       | Transferencia.      | --    |
| Rodrigo Souza      | Volante        | Agente libre     | Libre.              | --    |
| Serginho           | Centrocampista | Agente libre     | Libre.              | --    |
| Victor Andrade     | Delantero      | Agente libre     | Libre.              | --    |
| Bruno Lopes        | Delantero      | Agente libre     | Libre.              | --    |
| Dudu               | Volante        | Vitória          | Préstamo.           | --    |

| Bajas            | Bajas          | Bajas           | Bajas                  | Bajas |
| Jugador          | Posición       | Destino         | Tipo                   | Costo |
| ---------------- | -------------- | --------------- | ---------------------- | ----- |
| Nilson Júnior    | Defensa        | Operário-PR     | Rescisión de contrato. | --    |
| Castro           | Defensa        | The Strongest   | Rescisión de contrato. | --    |
| Zé Mário         | Defensa        | Ferroviária     | Rescisión de contrato. | --    |
| Vinicius Ferrari | Portero        | São Caetano     | Préstamo.              | --    |
| André Henrique   | Centrocampista | Ituano          | Rescisión de contrato. | --    |
| Guilherme Beléa  | Defensa        | Cianorte        | Vuelta de préstamo.    | --    |
| Matheus Régis    | Delantero      | São Bernardo FC | Fin de préstamo.       | --    |

### Jugadores destacados
La historia de Ponte Preta tiene varios jugadores que se han destacado, formando parte de la selección brasileña y de equipos del fútbol europeo. Entre ellos:
- Dicá, centrocampista considerado como el mejor jugador de Ponte Preta de la historia.
- Carlos, portero de Brasil en los mundiales de 1978, 1982 y 1986.[54]
- Oscar, defensa de Brasil en los mundiales de 1978, 1982 y 1986.[55]
- Polozzi, defensa de Brasil en el mundial de 1978.[56]
- Juninho, defensa de Brasil en el mundial de 1982.
- Valdir Peres, portero de Brasil en los mundiales de 1974, 1978 y 1982
- Washington Stecanelo Cerqueira, delantero de Brasil en la Copa FIFA Confederaciones 2001, máximo goleador del Campeonato Paulista en 2001, Copa de Brasil 2001 y Campeonato Brasileño de Fútbol 2004
- Carlos Luciano da Silva conocido como Mineiro, centrocampista de Brasil en la Copa América 2007 y que jugó en el Chelsea F.C. de Inglaterra
- Luís Fabiano, delantero que integra Brasil desde 2003. Este jugador hizo su debut en Ponte Preta el 1997 donde permaneció hasta 2000. Actualmente es el coordenador técnico de la Macaca

## Entrenadores
- Celso Teixeira (?–agosto de 1998)[57]
- Pedro Rocha (agosto de 1998–septiembre de 1998)[57][58]
- Marco Aurélio (interino- septiembre de 1998–?/?–diciembre de 1999)[58][59][60]
- Estevam Soares (diciembre de 1999–agosto de 2000)[60][61]
- Nelsinho Baptista (agosto de 2000–mayo de 2001)[62][63]
- Marco Aurélio (mayo de 2001–septiembre de 2001)[63][64]
- Vadão (septiembre de 2001–enero de 2004)[65][66]
- Estevam Soares (enero de 2004–mayo de 2004)[67][68]
- Marco Aurélio (mayo de 2004–?)[68]
- Vadão (?–julio de 2005)[69]
- Zetti (agosto de 2005)[70][71]
- Nenê Santana (interino- agosto de 2005)[71]
- Estevam Soares (agosto de 2005–noviembre de 2005)[72][73]
- Nenê Santana (interino- noviembre de 2005–diciembre de 2005)[73]
- Vadão (diciembre de 2005–mayo de 2006)[74][75]
- Marco Aurélio (mayo de 2006–octubre de 2006)[75][76]
- Wanderley Paiva (octubre de 2006–enero de 2007)[76][77]
- Nelsinho Baptista (enero de 2007–septiembre de 2007)[78][79]
- Paulo Comelli (septiembre de 2007–noviembre de 2007)[80][81]
- Sérgio Guedes (interino- noviembre de 2007/noviembre de 2007–?)[81][82]
- Sérgio Soares (diciembre de 2008–marzo de 2009)[83][84]
- Marco Aurélio (marzo de 2009–mayo de 2009)[84][85]
- Sérgio Guedes (noviembre de 2009–abril de 2010)[86][87]
- Carlos Ganso (interino- abril de 2010)[87]
- Jorginho (abril de 2010–octubre de 2010)[88][89]
- Givanildo Oliveira (octubre de 2010–2010)[90]
- Gilson Kleina (diciembre de 2010–septiembre de 2012)[91][92]
- Zé Sérgio (interino- septiembre de 2012)[93]
- Guto Ferreira (septiembre de 2012–junio de 2013)[94][95]
- Zé Sérgio (interino- junio de 2013)[95]
- Paulo César Carpegiani (junio de 2013–agosto de 2013)[96][97]
- Jorginho (agosto de 2013–diciembre de 2013)[98]
- Sidney Moraes (diciembre de 2013–enero de 2014)[99][100]
- Guto Ferreira (julio de 2014–agosto de 2015)[101][102]
- Doriva (agosto de 2015–octubre de 2015)[103][104]
- Felipe Moreira (interino- octubre de 2015–diciembre de 2015)[104]
- Vinícius Eutrópio (diciembre de 2015–febrero de 2016)[105][106]
- Alexandre Gallo (febrero de 2016–abril de 2016)[107][108]
- Eduardo Baptista (abril de 2016–diciembre de 2016)[108][109]
- Gilson Kleina (marzo de 2017–septiembre de 2017)[110][111]
- Eduardo Baptista (septiembre de 2017–marzo de 2018)[112][113]
- João Brigatti (interino- marzo de 2018)[113]
- Doriva (marzo de 2018–mayo de 2018)[114]
- João Brigatti (interino- mayo de 2018–septiembre de 2018)[115][116]
- Marcelo Chamusca (septiembre de 2018)[116][117]
- Caio Gilli (interino- septiembre de 2018–octubre de 2018)[117]
- Gilson Kleina (octubre de 2018-diciembre de 2018)[118][119]
- Mazola Júnior (diciembre de 2018–febrero de 2019)[120][121]
- Jorginho (febrero de 2019–agosto de 2019)[122][123]
- Felipe Oliveira (interino- agosto de 2019)[124]
- Gilson Kleina (agosto de 2019–febrero de 2020)[125][126]
- Fábio Moreno (interino- febrero de 2020)[126]
- João Brigatti (febrero de 2020–octubre de 2020)[127][128]
- Fábio Moreno (interino- octubre de 2020–diciembre de 2020/diciembre de 2020–mayo de 2021)[128][129][130]
- Sandro Forner (interino- mayo de 2021)[130]
- Gilson Kleina (mayo de 2021–febrero de 2022)[131][132]
- Ivo Secchi (interino- febrero de 2022)[133]
- Hélio dos Anjos (febrero de 2022–abril de 2023)[134][135]
- Felipe Moreira (interino- abril de 2023–mayo de 2023/mayo de 2023–presente)[136][137][138]
- Pintado (julio de 2023–octubre de 2023)[139][140]
- João Brigatti (octubre de 2023–mayo de 2024)[140][141]
- Nelsinho Baptista (mayo de 2024–octubre de 2024)[142][143]
- João Brigatti (noviembre de 2024)[144][145]
- Alberto Valentim (noviembre de 2024–presente)[4]

## Baloncesto
Ponte Preta tuvo uno de los equipos de baloncesto femenino más importante de Brasil en la década de los 90, ganando varios títulos, incluso, el Campeonato Mundial de Clubes.
Fue el único equipo que consiguió tener en el mismo cuadro las dos mayores jugadoras de baloncesto de Brasil: Hortencia (ver en portugués: Hortencia Marcari), conocida como la Reina Hortencia e Paula - Magic Paula - (ver en portugués: Maria Paula Gonçalves da Silva).

## Libros sobre Ponte Preta
- "O Início de uma Paixão: A Fundação e os Primeiros anos da Associação Atlética Ponte Preta", por José Moraes dos Santos Neto (2000) - en portugués.
- "Sempre Ponte Preta", por José Moraes dos Santos Neto (2006) - en portugués.